# NGC 655
NGC 655 (również PGC 6262) – galaktyka soczewkowata (S0), znajdująca się w gwiazdozbiorze Wieloryba. Odkrył ją Ormond Stone 12 grudnia 1885 roku.
W galaktyce tej zaobserwowano do tej pory jedną supernową – SN 2010ec.